# Ulochlaena ferruginea
Ulochlaena ferruginea là một loài bướm đêm trong họ Noctuidae.